# Nonagria connexa
Nonagria connexa là một loài bướm đêm trong họ Noctuidae.